# Голландская кухня
Голландская кухня — памятник истории и архитектуры XIX века. Находится под охраной государства. Расположен в Кронштадте между Итальянским прудом и Купеческой гаванью.

## История
Построено по проекту архитектора Чарльза Камерона в 1803—1805 годах. В Голландской кухне готовилось питание для команд судов, стоявших в гавани Кронштадта.
Кухня состояла из 8 отделений, в каждом — печь с двумя котлами на 10 вёдер. Каждое отделение было отдано кораблям под определённым флагом (шведское, английское, французское, русское и другие, в связи с чем часто возникали конфликты между разными нациями, которые решались по-флотски). Дрова, продукты и вода приносились с собой — с целью недопущения приготовления пищи на кораблях, ведь неосторожное обращение с огнём на корабле или на другом берегу могло привести к пожару. Поэтому кухня расположена в таком неудобном месте — для затруднения распространения огня на город и на корабли.
В 1828 году за пользование кухней стали взимать портовый сбор в зависимости от вместимости судна — 3 копейки за ласт, в 1870-е годы его увеличили до 9 копеек.

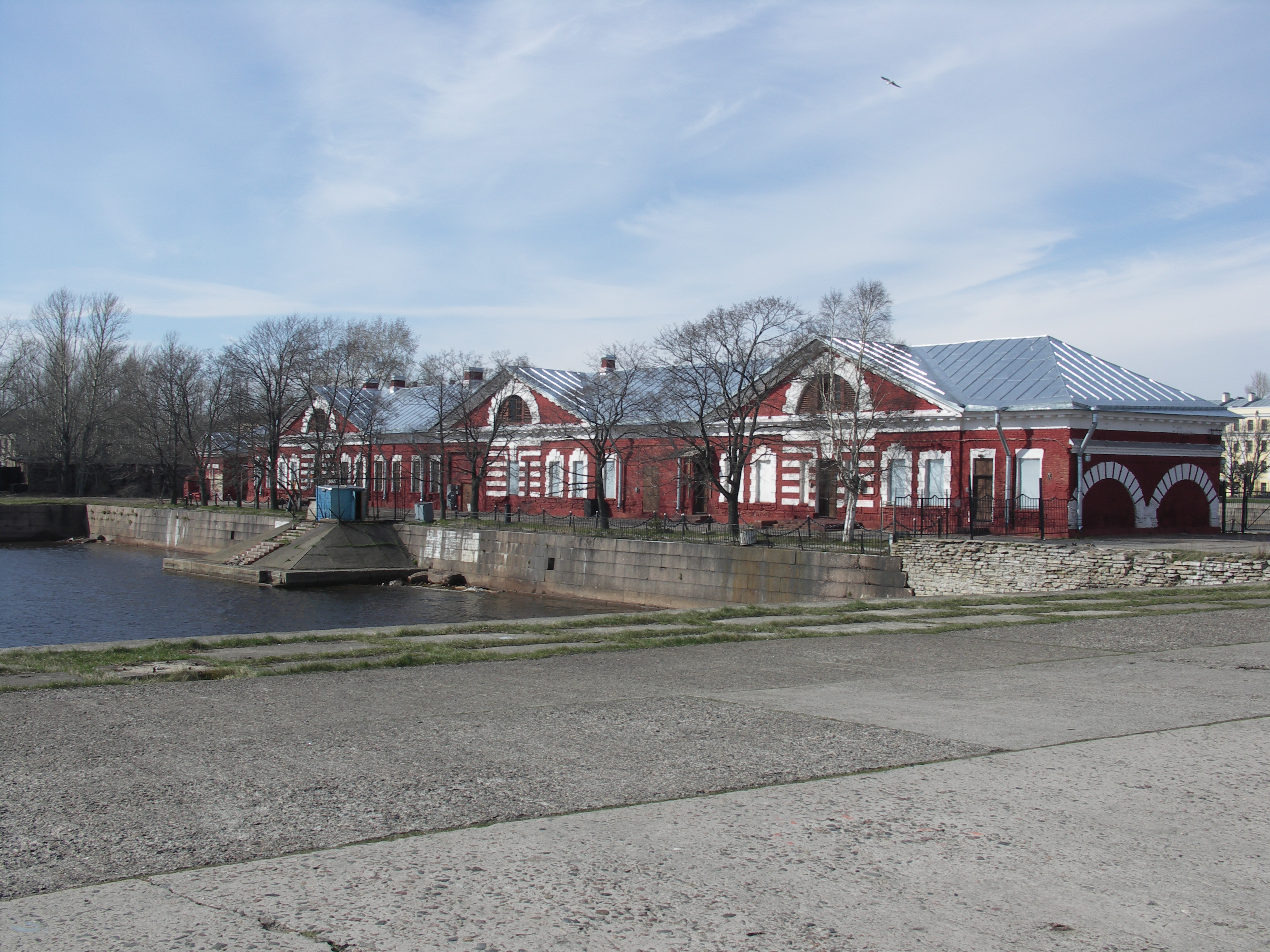
Голландская кухня. Вид с юго востока

В 1885 году был открыт Морской канал, и большинство кораблей начали ходить в Санкт-Петербург. В Кронштадте продолжили разгружаться только суда с углём. В связи с этим здание перестало использоваться по назначению, и в него начали приходить на ночь бездомные, а полиция — организовывать рейды, заканчивающиеся высылками. Появились проекты переоборудования здания, но дальше проектов дело не пошло. Последний проект относится к 1912 году: по нему вместо давно пустующего здания должна была появиться электростанция (проект С. Н. Петрова). В результате ограничились переделкой восточного крыла, где были расположены 4 генератора, работавшие до 1927 года, когда все они были заменены одним генератором на 400 л. с. Он работал до начала войны.
С началом войны здание снова было передано морякам и использовалось под склад.

## Современное состояние
В 2020 году здание было отреставрировано. В здании расположился макет фортов Кронштадта.
Здание одноэтажное, кирпичное, не оштукатурено, на 1985 год было покрашено поверх кирпича в жёлтый цвет. Главный фасад украшен тремя закруглёнными фронтонами, ритм осей заднего фасада не соответствует дверным и оконным проёмам главного фасада из-за прошедших перестроек.